# نبرد چاچ
نبرد چاچ در سال ۱۰۰۹ میلادی، بین غزنویان به فرماندهی سلطان محمود غزنوی و شاهی هندو به فرماندهی آننداپالا در نزدیکی حضرو درگرفت که منجر به شاهی هندو شد و راه حملات غزنویان به هند را باز کرد.